# Корница (Благоевградская область)
Корница (болг. Корница) — село в Благоевградской области Болгарии. Входит в состав общины Гоце-Делчев. Находится примерно в 8 км к северо-западу от центра города Гоце-Делчев и примерно в 65 км к юго-востоку от центра города Благоевград. По данным переписи населения 2011 года, в селе  проживало 1666 человек.

## Население
| Год     | 1934 | 1946 | 1956 | 1965 | 1975 | 1985 | 1992 | 2001 | 2011 |
| ------- | ---- | ---- | ---- | ---- | ---- | ---- | ---- | ---- | ---- |
| Жителей | 1183 | 1410 | 1706 | 1817 | 1763 | 1947 | 1745 | 1656 | 1666 |

| Национальность  | Человек | Процент |
| --------------- | ------- | ------- |
| болгары         | 202     | 13,2%   |
| турки           | 1234    | 80,65%  |
| цыгане          | 23      | 1,5%    |
| другие          | 8       | 0,52%   |
| не определились | 63      | 4,12%   |
| Всего ответов   | 1530    |         |

|  |